# Plagiognathus vitellinus
Plagiognathus vitellinus är en insektsart som först beskrevs av Clarke H. Scholtz 1847.  I den svenska databasen Dyntaxa används istället namnet Parapsallus vitellinus. Enligt Catalogue of Life ingår Plagiognathus vitellinus i släktet Plagiognathus och familjen ängsskinnbaggar, men enligt Dyntaxa är tillhörigheten istället släktet Parapsallus och familjen ängsskinnbaggar. Arten är reproducerande i Sverige. Inga underarter finns listade i Catalogue of Life.